# ويكيبيديا السواحلية
ويكيبيديا سواحلية (السواحلية:Wikipedia ya Kiswahili) هي الإصدار باللغة السواحلية من موسوعة ويكيبيديا أطلقت في مايو 2003 . وهي أكبر ويكيبيديا بانتوية.
اعتبارًا من يناير 2021 تعد ويكيبيديا السواحيلية ثاني أشهر ويكيبيديا في تنزانيا وكينيا بعد النسخة الإنجليزية.

## الإحصائيات
| عدد المستخدمين المسجلين | عدد المستخدمين النشيطين | عدد المقالات | صفحات المحتوى | عدد التعديلات | عدد الملفات المرفوعة | عدد الإداريين |
| ----------------------- | ----------------------- | ------------ | ------------- | ------------- | -------------------- | ------------- |
| 77٬484                  | 673                     | 98٬823       | 196٬923       | 1٬419٬378     | 1٬186                | 15            |

## مسار التقدم
- وصل عدد المقالات في 13 مايو 2010 إلى 18,000 مقالة.
- وصل عدد المقالات في 14 سبتمبر 2010 إلى 20,960.
- وصل عدد المقالات في أكتوبر 2019 إلى 54,000 مقالة.[6]
- وصل عدد المقالات في 12 مارس 2022 إلى 70,000 مقالة.